# 조사이어 프랭클린

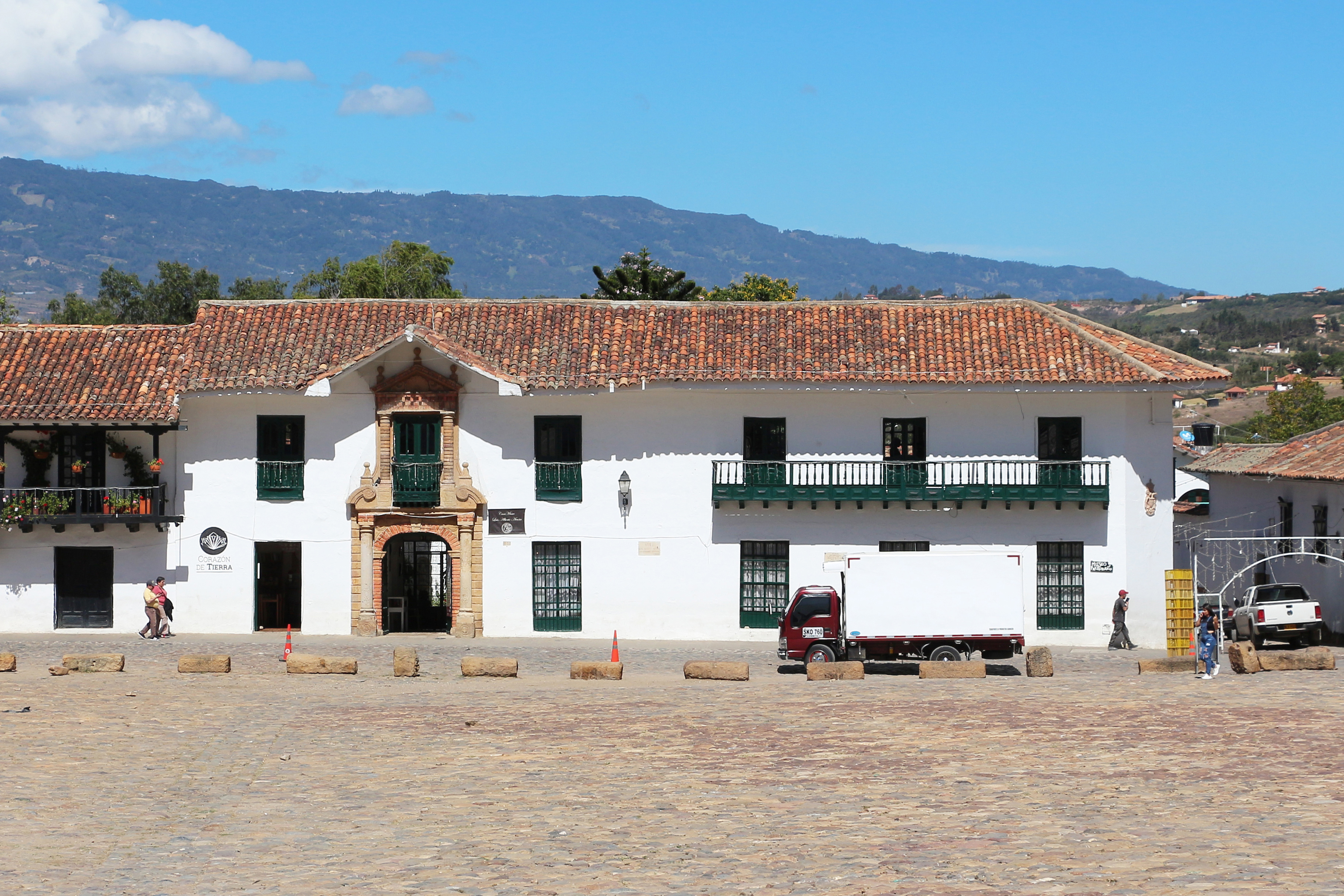

조사이어 프랭클린(Josiah Franklin, 1657년 ~ 1744년)은 벤저민 프랭클린의 아버지이다. 아이 셋과 아내를 데리고 1682년경에 뉴잉글랜드로 이주하였다. 벤저민 프랭클린은 조사이어와 그의 후처인 어바이어 폴저 사이의 막내 아들이다.